# Хершинг-ам-Аммерзе
Хершинг-ам-Аммерзе (нем. Herrsching am Ammersee) — община в Германии, в земле Бавария. Расположена на берегу озера Аммерзе.
Подчиняется административному округу Верхняя Бавария. Входит в состав района Штарнберг.  Население составляет 10 054 человека (на 31 декабря 2010 года). Занимает площадь 20,88 км².
Коммуна подразделяется на 3 сельских округа.

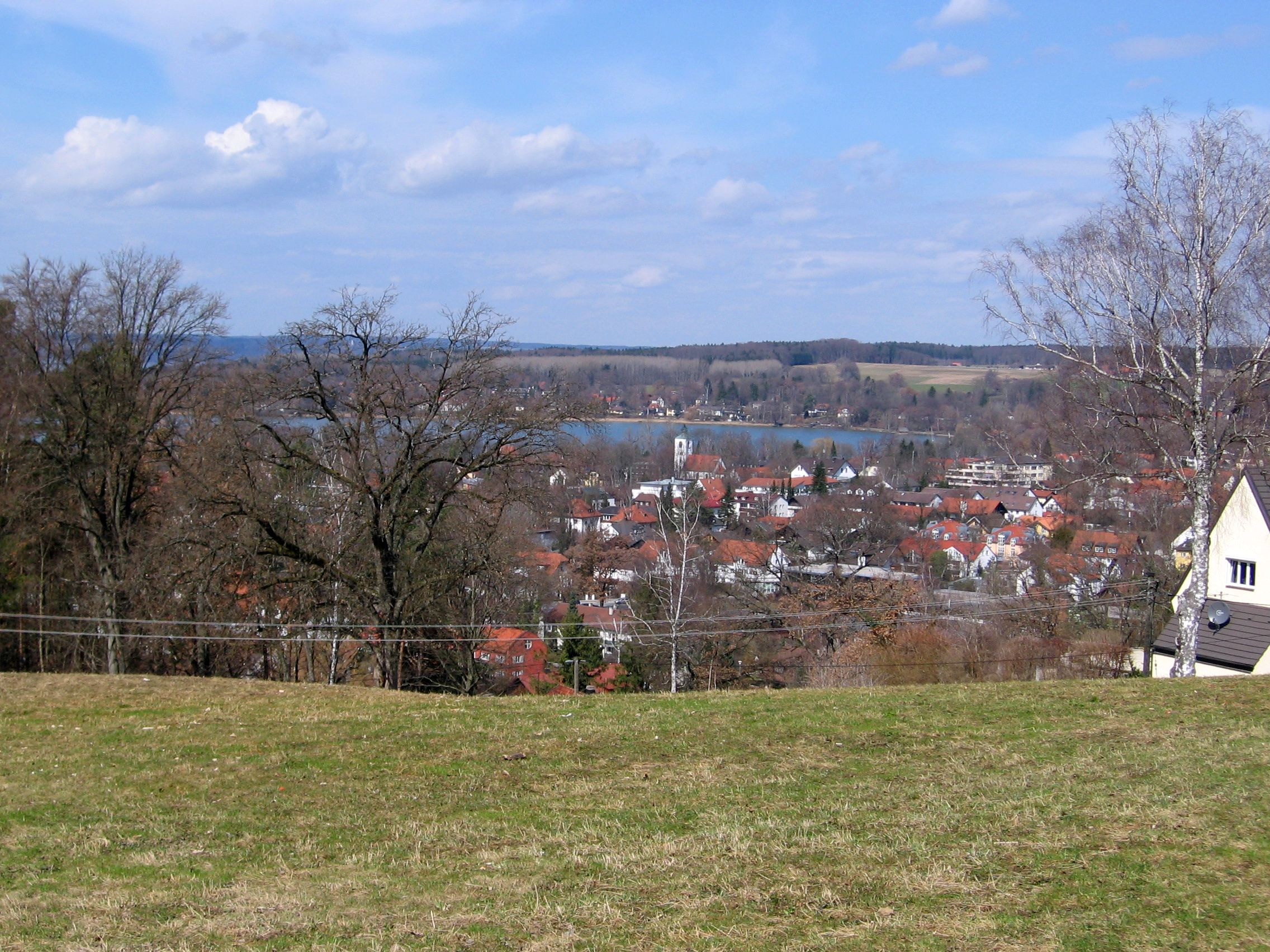
Хершинг-ам-Аммерзе — панорама

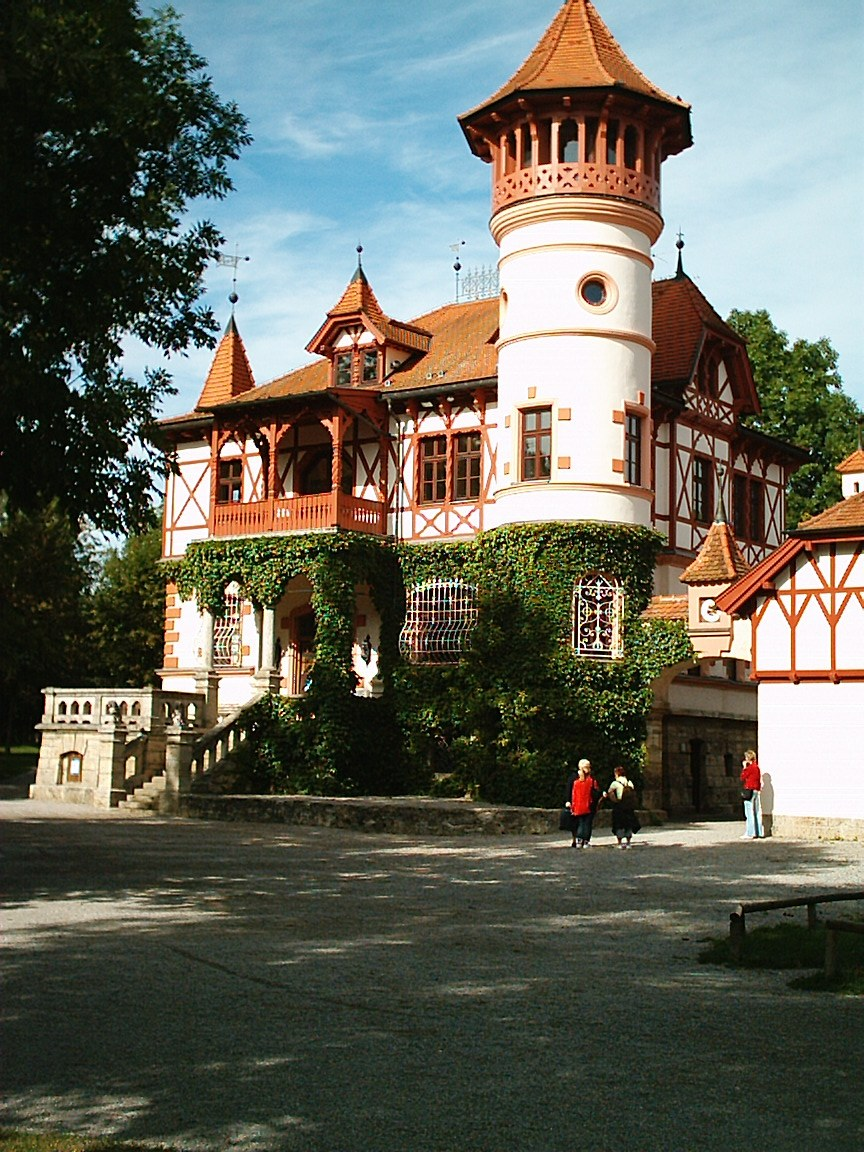
Хершинг-ам-Аммерзе